# García Gómez
García Gómez (muerto después de 1017) fue un conde leonés, al menos desde 971. Hijo mayor de Gómez Díaz y Muniadona Fernández, hija de Fernán González, conde de Castilla. De su padre, cabeza de los Banu Gómez, heredó los condados de Saldaña, Carrión y Liébana.
Por una carta fechada el 15 de mayo de 984 García donó algunas propiedades en Calzadilla de la Cueza al monasterio de Sahagún. El 1 de septiembre de 986 él fue testigo en la donación de su supuesto tío Osorio Díaz de la villa Arcello al mismo monasterio.
García se casó con Muniadona, hija de Gonzalo Vermúdez e Ildonza Ramírez y sobrina de Velasquita de León, consorte de Bermudo II. En alianza con Almanzor, caudillo militar del Califato de Córdoba que marchaba sobre León, el conde y sus aliados obligaron a Bermudo II a huir a Galicia y expulsaron a los condes de Monzón de Tierra de Campos. Toda la tierra entre Zamora y Castilla, incluida la misma León, quedó en manos de García, que gobernaba en nombre de Almanzor y llegó a autotitularse imperante (gobernante) en León en los primeros meses de 990. Ese año el rey volvió y derrocó a los rebeldes, que rápidamente se reconciliaron con él.
También apoyó una revuelta entre noviembre de 991 y septiembre de 992 encabezada por su suegro Munio Fernández y el conde Pelayo Rodríguez, que expulsó a Bermudo II del reino. Tuvo mejores relaciones con su sucesor, Alfonso V.
El 29 de junio del año 1000 participó en la batalla de Cervera. Ibn al-Jatib señala que Kayaddayr al-Dammari al-Abra, príncipe de la tribu norteafricana de los Banu Dammari decapitó a un conde de los Banu Gómez y se llevó la cabeza con él. De los tres hermanos de García, llamados Velasco, Sancho y Munio, también titulados condes, solo Velasco no aparece nuevamente en las fuentes después de ese año por lo que probablemente él fue quien murió en el combate. Las fuentes cristianas de la batalla, los Anales castellanos segundos y los Anales toledanos, muy relacionadas con la musulmana, mencionan que mandaba el ejército leonés en colaboración con el conde castellano Sancho García.
Después de la muerte de Almanzor en 1002, García fue uno de los magnates que firmó el tratado de paz con su hijo, Abd al-Málik al-Muzáffar. En 1005 añadió Cea y Grajal a sus dominios y en 1007 Ceión. Se rebeló de nuevo ese último año, cuando uso el título de conde de León.
Recientemente, Margarita Torres Sevilla ha propuesto que él era el conde Ibn Mama Duna o Ibn Mumadumna al-Qumis, hijo o descendiente de Muniadona, que señalan las fuentes musulmanas, saqueó Córdoba e instaló en el trono califal a Sulaimán al-Mustaín en 1009. Sin embargo, la evidencia es débil y la mayoría de los eruditos creen que el personaje era el castellano Sancho García.